# Max Seefelder
Max Seefelder (* 17. April 1897 in München; † 27. August 1970 ebenda) war ein deutscher Filmarchitekt.

## Leben und Wirken
Seefelder hatte eine Bauschule besucht und sich zum Bautechniker ausbilden lassen. Anschließend begann er als Maler zu arbeiten und übernahm in dieser Funktion ab 1925 auch Aufgaben für Filmproduktionsfirmen seiner Geburtsstadt München. Im Jahr 1932 war Seefelder in der Funktion eines Juniorpartners einer seiner Lehrmeister, Ludwig Reiber, erstmals auch als Filmarchitekt aktiv. 
Max Seefelder stattete bis zum Ende seiner beruflichen Tätigkeit 1960 primär auf dem Münchner Bavaria-Gelände entstandene Filme aus, anfänglich neben Inszenierungen von Franz Seitz senior auch mehrere Lustspiele von Carl Boese sowie Bauernschwänke und Heimatfilme unter der Regie von Georg Zoch, Ferdinand Dörfler und Joe Stöckel.
Kurz nach Kriegsende 1945 war Seefelder an einigen künstlerisch ambitionierteren Projekten beteiligt, darunter die satirisch-kabarettistisch angelegten Zeitbilder Film ohne Titel und Der Herr vom andern Stern. Seine architektonischen Entwürfe zu den meisten zur Zeit der Adenauer-Ära entstandenen Filme sind hingegen kaum erwähnenswert.

## Filmografie
- 1932: Die Zwei vom Südexpreß
- 1933: Die blonde Christl
- 1933: Der Meisterdetektiv
- 1933: S.A. Mann Brand
- 1933: Roman einer Nacht
- 1933: Der Tunnel
- 1934: Die weiße Majestät
- 1934: Das unsterbliche Lied
- 1934: Bei der blonden Kathrein
- 1934: Das Erbe in Pretoria
- 1934: Zwischen Himmel und Erde
- 1935: Großreinemachen
- 1935: Ein ganzer Kerl
- 1935: Der Kampf mit dem Drachen
- 1935: Der Gefangene des Königs
- 1935: Im Weißen Rössl
- 1935: Henker, Frauen und Soldaten
- 1936: Straßenmusik
- 1936: Die Jugendsünde
- 1935: Der lachende Dritte
- 1937: Soweit geht die Liebe nicht
- 1938: Die Pfingstorgel
- 1938: Dreizehn Mann und eine Kanone
- 1939: Fasching
- 1939: Weltrekord im Seitensprung
- 1940: Der rettende Engel
- 1941: Venus vor Gericht
- 1941: Der scheinheilige Florian
- 1941: Der verkaufte Großvater
- 1942: Kleine Residenz
- 1942: Peterle
- 1942: Johann
- 1943: Man rede mir nicht von Liebe
- 1943: Die keusche Sünderin
- 1944/49: Ein Herz schlägt für Dich
- 1947: Film ohne Titel
- 1948: Der Herr vom andern Stern
- 1948: Das verlorene Gesicht
- 1949: Heimliches Rendezvous
- 1949: Der blaue Strohhut
- 1950: Zwei in einem Anzug
- 1950: Aufruhr im Paradies
- 1951: Das seltsame Leben des Herrn Bruggs
- 1951: Heimat, Deine Sterne
- 1951: Drei Kavaliere
- 1952: Der Herrgottschnitzer von Ammergau
- 1952: Heimatglocken
- 1953: Die Junggesellenfalle
- 1953: Die Mühle im Schwarzwäldertal
- 1953: Bis fünf nach zwölf – Adolf Hitler und das 3. Reich
- 1954: Das Kreuz am Jägersteig
- 1954: Bildnis einer Unbekannten
- 1955: Der Fischer vom Heiligensee
- 1955: Das Forsthaus in Tirol
- 1955: IA in Oberbayern
- 1956: II-A in Berlin
- 1957: Der Etappenhase
- 1957: Zwei Bayern im Harem
- 1957: Alle Sünden dieser Erde
- 1958: Mikosch, der Stolz der Kompanie
- 1958: Sehnsucht hat mich verführt
- 1958: Der Elefant im Porzellanladen
- 1958: Frau im besten Mannesalter
- 1959: Menschen im Netz
- 1959: Ich und die Kuh (La vache et le prisonnier)
- 1959: Laß mich am Sonntag nicht allein
- 1960: Endstation Rote Laterne
- 1960: Der Satan lockt mit Liebe
- 1960: Das große Wagnis (The Big Gamble)